# Raión de Sovetski (Kursk)
El raión de Sovetski (ruso: Сове́тский райо́н) es un distrito administrativo y municipal (raión) ruso perteneciente a la óblast de Kursk. Se ubica en el noreste de la óblast. Su capital es Kshenski.
En 2021, el raión tenía una población de 16 348 habitantes.
El raión es limítrofe al noroeste con la óblast de Oriol y al noreste con la óblast de Lípetsk. Recibe su topónimo de un antiguo jútor o posiólok llamado "Sovetski", que fue la primera capital administrativa del raión cuando se creó en 1928, dentro de la óblast de Chernozem Central. En 1958, la localidad de Sovetski se integró como barrio en la actual capital distrital Kshenski, pero el raión conservó el topónimo original.

## Subdivisiones
Comprende el asentamiento de tipo urbano de Kshenski (la capital, que forma un ayuntamiento urbano sin pedanías) y 117 localidades rurales. A efectos de autogobierno local (descentralización), estas últimas se agrupan en diez asentamientos rurales, que reciben el nombre tradicional de selsovet (сельсовет), y que son los siguientes:
- Aleksándrovka
- "Verjneragozetski" (sede del ayuntamiento en Efrosimovka)
- Volzhánets
- Krásnaya Dolina
- Ledóvskoye (sede del ayuntamiento en Pertsevka)
- Posiólok ímeni Lénina
- Mansúrovo
- Mijailoannenka (sede del ayuntamiento en Kirílovka)
- Nízhniaya Graivoronka
- "Sovetski" (sede del ayuntamiento en Ditsevo)

El actual mapa de autogobierno local data de varias fusiones de ayuntamientos que tuvieron lugar en 2010. Sin embargo, a efectos de división territorial de los órganos internos federales y de la óblast (desconcentración), se sigue dividiendo en los diecinueve gobiernos locales que se habían definido en 2004, y que crearon sus ayuntamientos conforme a dicho mapa en 2006. Los ocho selsovety que siguen existiendo como áreas administrativas, pero desde 2010 sin ayuntamiento, son:

- Natálino (integrado en Nízhniaya Graivoronka)
- Perevolóchnoye (integrado en Posiólok ímeni Lénina)
- Rasjovetski (integrado en Posiólok ímeni Lénina)
- Sredni Rasjovets (integrado en Ledóvskoye)
- Oktiábrskoye (integrado en Krásnaya Dolina)
- Krestishche (integrado en Mansúrovo)
- Gorodishche (integrado en Aleksándrovka)
- Verjniye Apochki (integrado en Verjneragozetski)